# Rejon knyszyński
Rejon knyszyński (biał. Кнышынскі  раён) – istniejący formalnie  w latach 1940-1945 (de facto 1940-1941 i 1944-1945) rejon w północno-zachodniej części Białoruskiej SRR, w obwodzie białostockim.
Utworzony został przez władze radzieckie pod koniec 1940 roku w miejsce zniesionego rejonu monieckiego, utworzonego na okupowanym terytorium województwa białostockiego II Rzeczypospolitej.
W jego skład weszła północno-zachodnia część powiatu białostockiego oraz północna część powiatu wysokomazowieckigo z gminami Dolistowo, Goniądz, Kalinówka (z Mońkami), Krypno, Stelmachowo  i Trzcianne oraz miastami Goniądz, Knyszyn i Tykocin.
Rejon był jednostką administracyjną istniejącą de facto, legalną z punktu widzenia władz ZSRR. Z punktu widzenia prawa międzynarodowego jej utworzenie było nielegalne, a jej obszar stanowił część terytorium II Rzeczypospolitej pod okupacją ZSRR.
Rejon przestał de facto istnieć, gdy na jego teren wkroczyły wojska niemieckie w czerwcu 1941, włączając go w skład okręgu Białystok.
Po ponownym zajęciu obszaru przez Armię Czerwoną we wrześniu 1944, rejon wrócił pod administrację BSSR.

Na mocy umowy granicznej pomiędzy Polską a ZSRR z 16 sierpnia 1945 roku rejon zlikwidowano i oddano Rzeczypospolitej Polskiej.